# Vodní mlýn

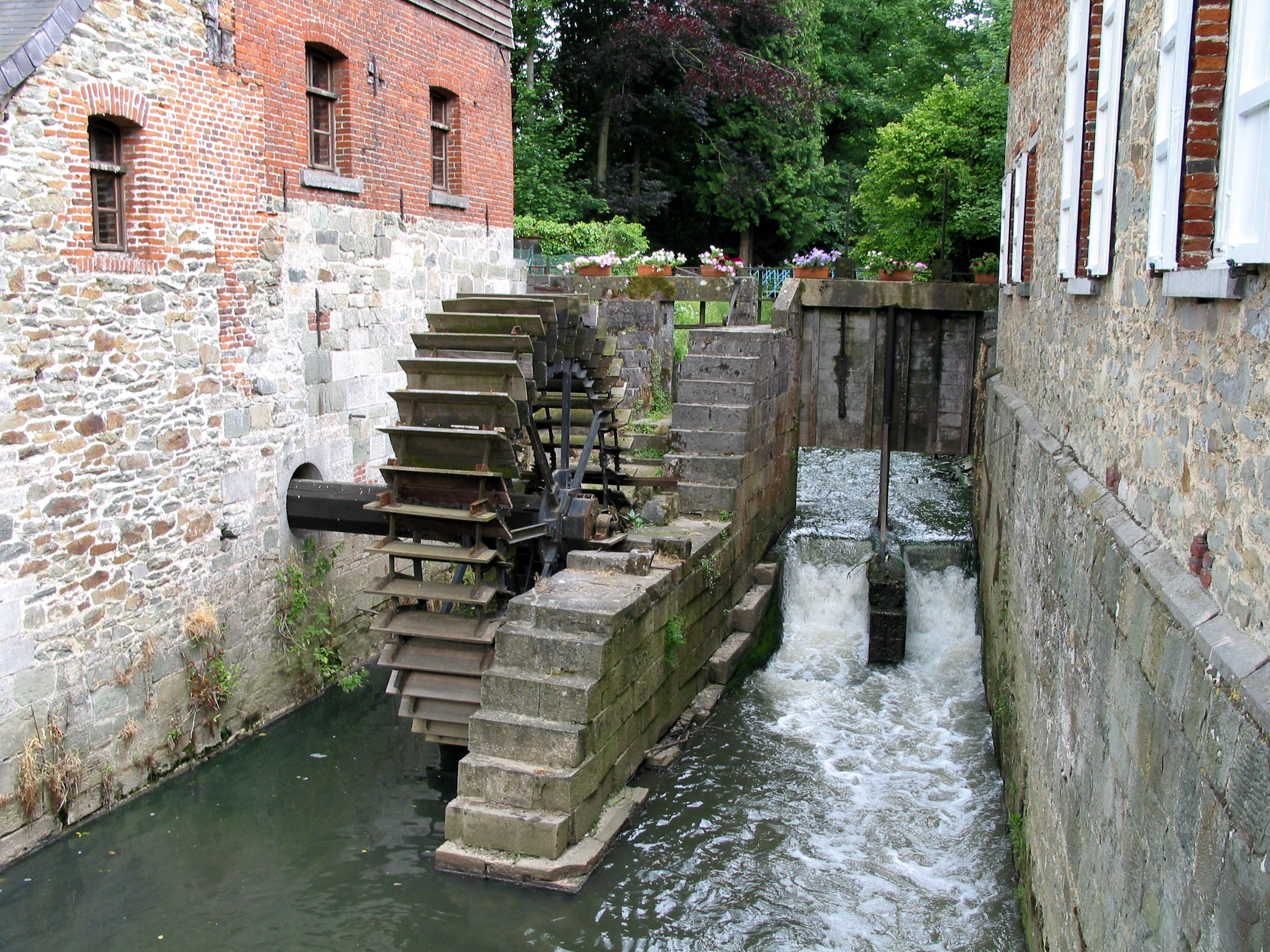
Vodní mlýn – dolní náhon

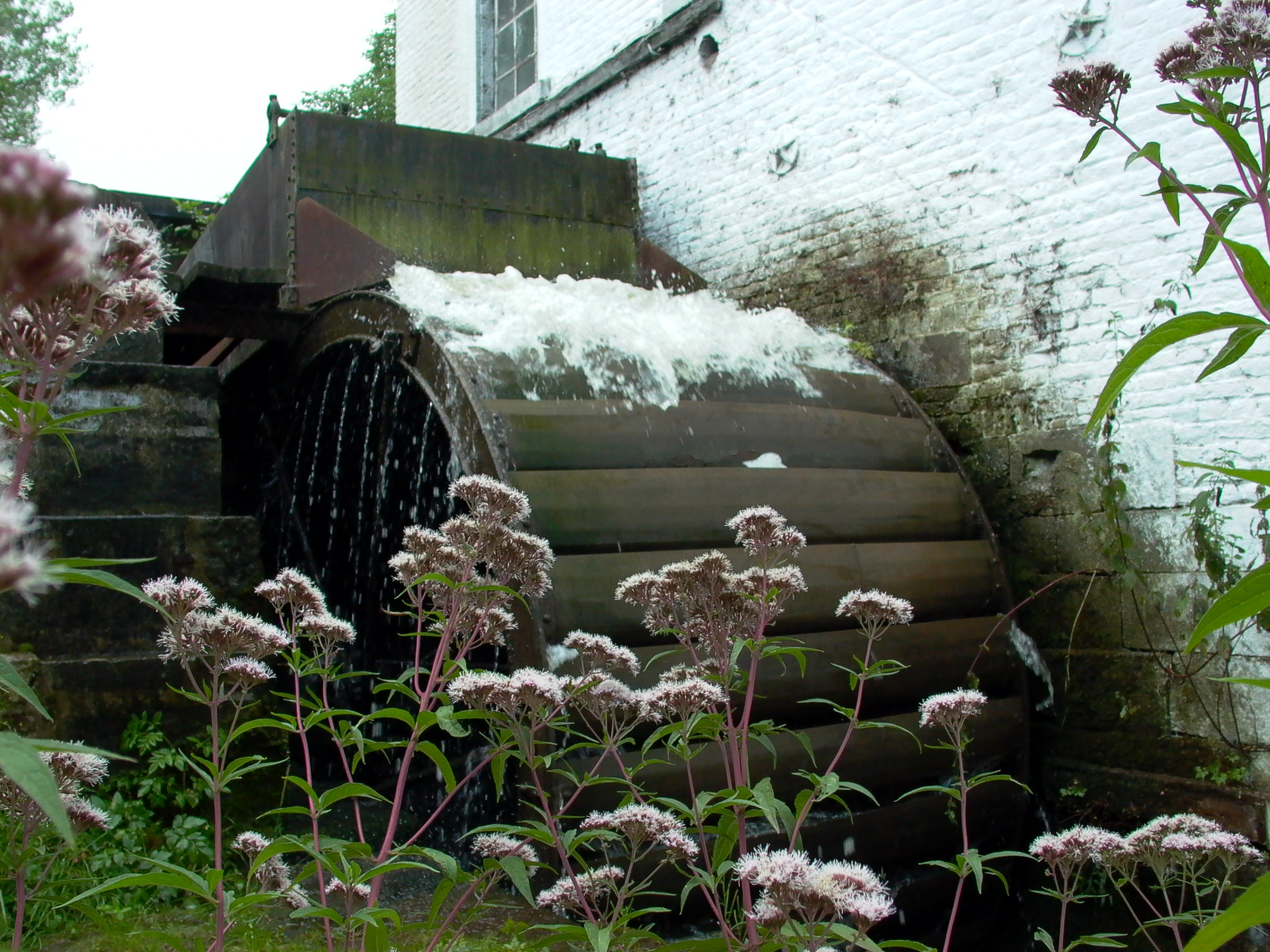
Vodní mlýn – horní náhon

Vodní mlýn je mlýn poháněný vodní energií. Energie proudící vody (kinetická nebo potenciální) je přenášena na hřídel prostřednictvím vodního kola. Tento vynález byl znám antickému světu již ve 3. století před n. l. Ve středověku byl dále rozvíjen a už od 7. století se mlýny rozšiřovaly mimo původní území Římské říše a Irska. Znalost mlýnů (latinsky molendinum, německy Mühle) do Čech pravděpodobně přinesli mniši – benediktýni. Nejstarší zmínky o vodních mlýnech v českých zemích pocházejí z 8. století. Základem vodního mlýna obecně je vodní kolo, poháněné energií vodního toku.

## Základní druhy
Během staletí vývoje vzniklo mnoho typů vodních mlýnů. Jedním z možných dělení vodních mlýnů je dle místa, kde se voda dotýká vodního kola:
- Mlýny na horní vodu – voda dopadá na mlýnské kolo shora tak, aby „namočila“ jen 1/2 kola. Jednotlivé lopatky kola mají tvar korečku, jakési „vaničky“; jejichž funkcí je držet vodu během rotace co nejdéle. Jakmile se však kolo začne otáčet, jednotlivé vaničky poklesnou, a voda se z nich začne vylévat. V praxi tedy si lze představit horní náhon jako kolo, jehož jedna polovina je zatížena tíhou vody, zatímco druhá polovina je prázdná, což způsobuje jeho rotaci.
- Mlýny na dolní vodu – proud vody teče pod osou kola, kde pohání lopatky (velmi zjednodušeně řečeno) na principu obráceného vesla.
- Mlýny na střední vodu – voda se dotýká kola přibližně v jeho střední části.

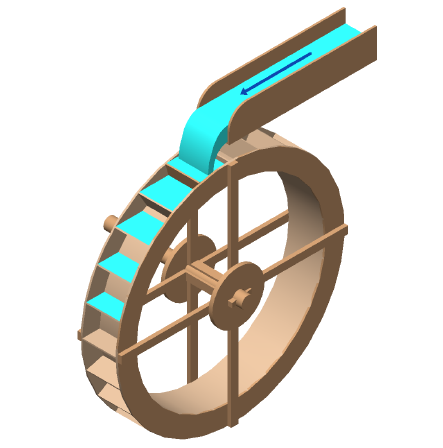
Horní náhon
Horní náhon
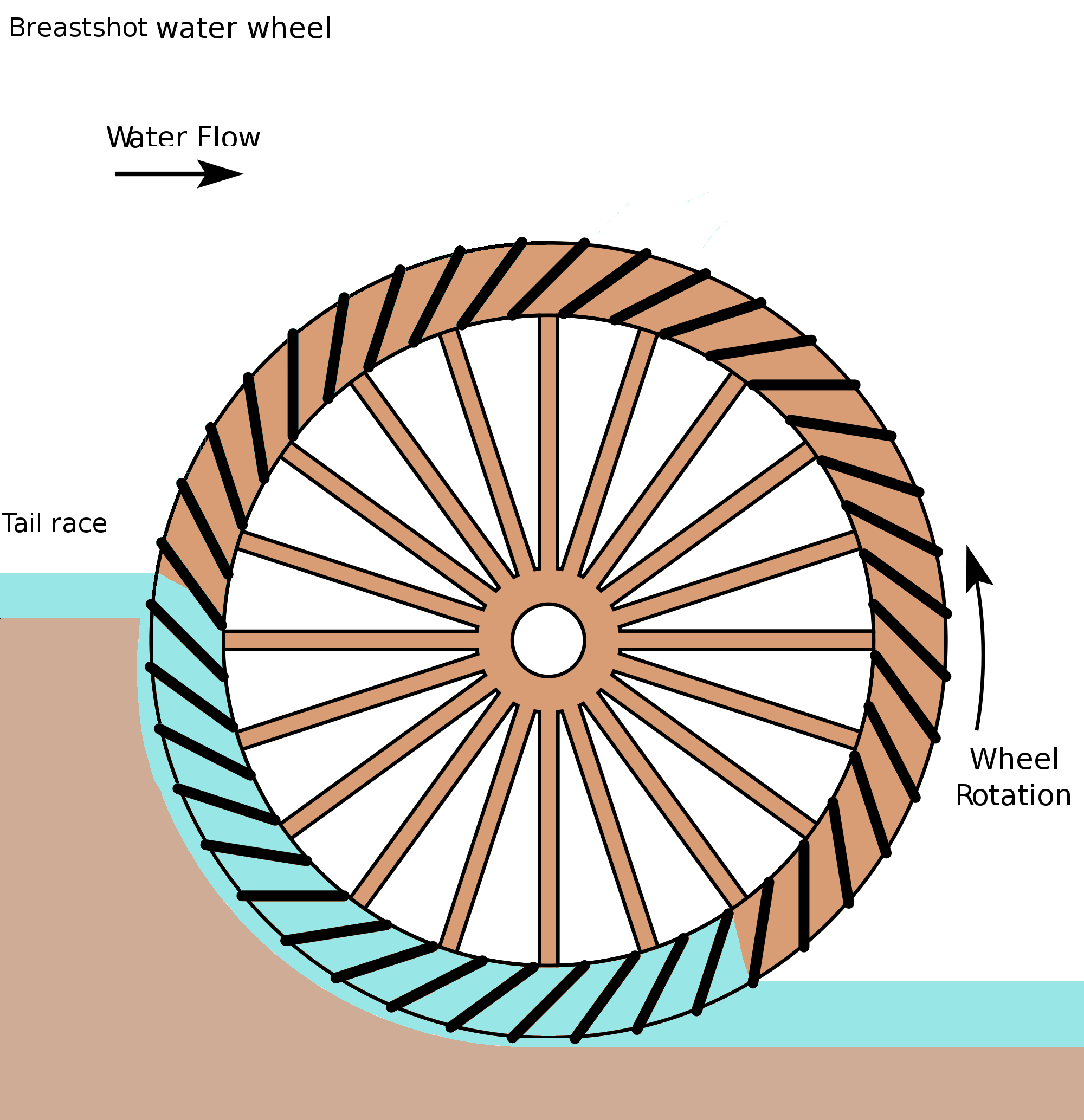
Střední náhon
Dolní náhon

## Fyzikální podstata funkce vodních strojů
Teoreticky maximální výkon P [W] kteréhokoliv stroje poháněného tekoucí vodou je dán součinem, v němž jsou dvě proměnné veličiny (hustota vody ρ a gravitační zrychlení ag jsou brány jako konstanty):
- Průtok Q [m³/s] – množství vody za jednotku času. Čím vyšší průtok, tím vyšší výkon (např. více semletého obilí).
- Převýšení (spád) H [m] – Čím vyšší je rozdíl výšek hladin mezi dodávkou vody a odtokem, tím vyšší je výkon stroje. V případě vodního mlýna bývá tento rozdíl zpravidla využit k vybudování většího kola s horním náhonem.

Lze tedy přibližně říci, že výkon mlýna, kterým protéká 0,5 m³ vody za jednu sekundu a převýšení hladin je 4 m {\displaystyle (P=0.5*4*1000*9.81=19620)}, bude podobný výkonu mlýna, kterým protéká 5 m³ při převýšení hladin 40 cm {\displaystyle (P=5*0.4*1000*9.81=19620W)}.
Horní náhon je efektivnější ve využití energie vody, vyžaduje však mnohem větší převýšení. Lze říci, že stavitelé mlýnů preferovali horní náhon (pokud to bylo možné).

### Lodní mlýn

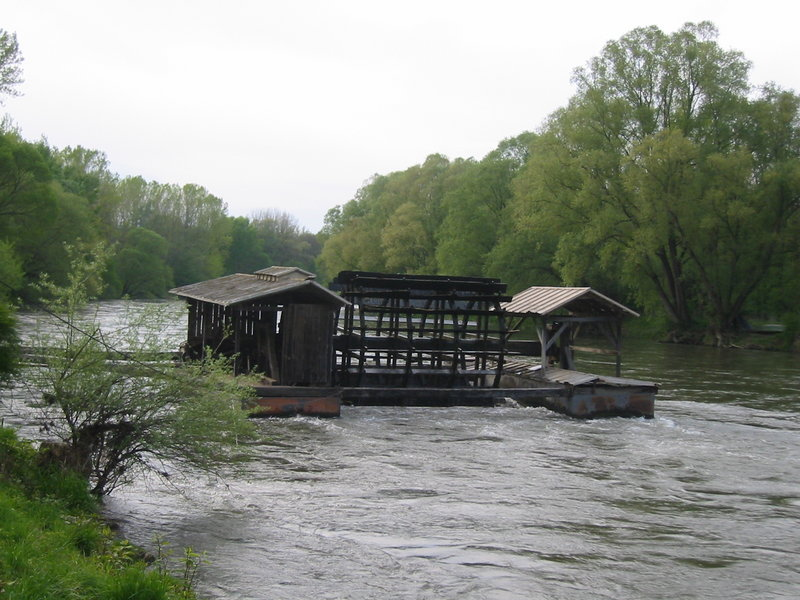
Lodní mlýn

V některých případech se lze setkat s tzv. lodními mlýny, které ke své činnosti zdánlivě nepotřebují žádné převýšení. Tyto mlýny však není možno provozovat na libovolném říčním toku – vyžadují rychlý dravý proud. Avšak dravý proud nemůže vzniknout na klidném úseku řeky. Dravý proud se vyskytuje v místech, kde řeka sama překonává na relativně krátkém úseku značně převýšení, nebo na úsecích, které taková místa následují. Tedy ani lodní mlýn se bez převýšení neobejde.
Tento typ je ve využívání energie vody nejméně efektivní, je však také nejméně investičně náročný. V Čechách se téměř nevyskytoval. Existuje ale například zmínka o použití lodních mlýnů pod bývalým Juditiným mostem v Praze.

## Vnější příslušenství
Mezi obvyklé příslušenství mlýnů patří zejména:
- Retenční rybník
- Stavidla
- Přívodní kanál (tzv. náhon)
- Vantroky – dřevěné koryto, zakončující náhon, slouží jako přívod vody pro vodní kolo na vrchní vodu
- Lednice – prostor, ve kterém se otáčí mlýnské kolo[8]
- Odvodní kanál (tím voda odtéká od kola, tzv. jalová strouha)

Protože vodní mlýn vyžaduje k efektivnímu fungování převýšení hladin, nelze jej postavit kdekoliv. Zpravidla jej lze nalézt na místech, kde je tok vody v řece strmější. Stavitelé mlýnů museli pečlivě volit jejich umístění, protože mnohdy i v místech, kde je dostupné relativně velké převýšení, jeho využití na mlýnském kole vyžaduje zbudování nákladných dlouhých přívodních a odpadních kanálů. Obecně se však dá říci, že čím větší je spád toku na daném místě, tím kratší a levnější mohou tyto kanály být. Pokud byl spád nedostatečný, musel být na vodoteči zbudován jez.
Provoz mlýna (vlastní mletí) vyžadoval určitý průtok; ten byl někdy větší, než mohla poskytnout daná malá vodoteč (potok, říčka). V takovém případě bylo nutno na vodoteči nad mlýnem zbudovat retenční (zádržnou) nádrž. V ní se postupně shromáždila voda, která pak byla vypouštěna v čase mletí pro zajištění dostatečného průtoku.
Vodní mlýn tedy nelze chápat jako pouhý „dům s kolem“, nýbrž jako celistvou a často velmi rozlehlou technickou soustavu. Budovatelé a provozovatelé vodních mlýnů tedy ovlivňovali i tvářnost krajiny a provoz na řece. V kronikách a literatuře můžeme najít zmínky o sporech mezi mlynáři a ostatními „uživateli“ řeky – především s rybáři a voraři. Mlynáři bývali kritizováni za bezohledné „zadržování vody“ (v retenčních nádržích resp. jezech) v dobách sucha.

## Další využití vodního kola
Vodní kola byla používaná k pohonu mnoha různých zařízení, nejčastěji:
- Hamr – Hamr je v podstatě středověká strojní kovárna, kde vodní kolo přes soustavu převodů zdvihalo obrovské kladivo (hamr), kovající rozměrné výkovky.
- Vodní pila – Vodní kolo se často používalo k pohonu pil, zejména k podélnému řezání klád na prkna.
- Stoupa – Zařízení pro drcení, využívalo se zejména v hornictví, ale i v zemědělství.
- Čerpadlo (vodotěžný stroj) – Vodní kolo se často používalo ve středověkém hornictví k čerpání vody z dolů. Tyto stroje jsou poměrně detailně znázorněny v díle Georgia Agricoly, který dlouhou dobu působil v Čechách. V Čechách je dodnes zachována Dlouhá stoka, která sloužila k pohonu podobných zařízení v dolech v Krásnu a Horním Slavkově.
- Rumpál (hašpl) – V hornictví se využívaly též rumpály ke zdvihání rudy.[9]
- Dynamo – Pro výrobu stejnosměrného proudu o napětí obvykle 100-120 V.

### Zánik vodních mlýnů vČesku
Prakticky až do 19. století bylo v Česku vodní kolo jediným zdrojem mechanické energie, pokud nepočítáme sílu zvířat nebo lidí (větrných mlýnů bylo v české krajině jen několik stovek). Pokud naši předkové chtěli mechanizovat nějakou práci, téměř neměli jinou možnost než se usadit v blízkosti vodoteče, a pořídit si vodní kolo.
V průběhu 18. a zejména 19. století se v Česku začal rozšiřovat parní stroj. Ten potřeboval kromě paliva jen nemnoho vody, takže bylo možno stavět továrny i daleko od řek. Navíc parní stroj nebyl závislý na mnohdy kolísavém průtoku ve vodoteči; proto nahradil původní vodní kola i v továrnách ležících na říčních březích (například v Krkonoších).
Tento proces byl dokonán v první polovině 20. století rozšířením elektřiny, která s konečnou platnosti vykázala vodní mlýny do historie. Zanikání vodních mlýnů bylo v Čechách urychleno odsunem německých obyvatel z Československa a znárodněním.
V průběhu 19. a 20. století byly vynalezeny různé druhy vodních turbín, které energii vody využívají mnohem efektivněji než vodní kolo. Některé staré provozy, jež používaly vodní kolo, byly přestavěny na malé vodní elektrárny; například Čeňkova pila.